# جورج بورتون
جورج بورتون (بالإنجليزية: George Burton)‏ هو ممثل أمريكي، ولد في 17 سبتمبر 1898 في الولايات المتحدة، وتوفي في 8 ديسمبر 1955 بلوس أنجلوس في الولايات المتحدة.

## أعمال

### أفلام
- (1935) روجلز من ريد جاب
- (1939) عندما يأتي الغد

## وصلات خارجية
- جورج بورتون على موقع IMDb (الإنجليزية)
- جورج بورتون على موقع أول موفي (الإنجليزية)
- جورج بورتون على موقع قاعدة بيانات برودواي على الإنترنت (الإنجليزية)
- جورج بورتون على موقع قاعدة بيانات الأفلام السويدية (السويدية)
- جورج بورتون على موقع قاعدة بيانات الفيلم (الإنجليزية)
- جورج بورتون على موقع كينوبويسك (الروسية)
- جورج بورتون على موقع كينوبويسك (الروسية)